# Clansayes
Clansayes település Franciaországban, Drôme megyében. Lakosainak száma 520 fő (2022. január 1.). Clansayes Chantemerle-lès-Grignan, La Garde-Adhémar, Montségur-sur-Lauzon, Saint-Paul-Trois-Châteaux, Saint-Restitut, Solérieux és Valaurie községekkel határos.

## Népesség
A település népességének változása:
| Lakosok száma | 212  | 287  | 408  | 511  | 507  | 516  | 529  | 531  | 526  | 520  |
|               | 1968 | 1982 | 1990 | 2006 | 2013 | 2015 | 2017 | 2019 | 2020 | 2022 |